# Blockflöte
Die Blockflöte ist ein Holzblasinstrument, das zur Gruppe der Kernspaltflöten gehört. Zur Tonerzeugung enthält ihr Kopf einen Kern (genannt Block) aus Holz oder Kunststoff, der nur eine enge Spalte (den Kernspalt) frei lässt. Wegen der Form ihres Mundstücks (bei den häufigsten, kleineren Typen) wird dieser Flötentyp auch „Schnabelflöte“ genannt. Die Blockflöte bildet eine größere Instrumentenfamilie mit Flötentypen in allen Tonlagen, die meistens in C oder in F gestimmt sind.
Die heute übliche Form der zweihändig gespielten Blockflöte geht auf einen mittelalterlichen Instrumententyp zurück, der sich seinerseits von verschiedenen älteren Flötentypen herleitet. Spätestens ab dem Spätmittelalter lässt sich die Blockflöte als eines der wichtigsten Holzblasinstrumente nachweisen. Eine besondere Blüte erlebte das Instrument in der Barockmusik, als auch einige technische Anpassungen an der Bauweise vorgenommen wurden, um den Tonumfang zu vergrößern und einen helleren, klareren Klang zu erzielen. Etwa in der Mitte des 18. Jahrhunderts wurde die Blockflöte jedoch von der Querflöte weitgehend verdrängt, nicht zuletzt weil diese mit ihrem lauteren Klang sich in den größer werdenden Orchestern akustisch besser durchsetzen konnte. Erst im frühen 20. Jahrhundert kam es zu einer „Wiederentdeckung“ der Blockflöte, einerseits im Bereich der historischen Aufführungspraxis von Renaissance- und Barockmusik, andererseits in der Jugendbewegung und der Musikpädagogik. Zusätzlich sind jedoch seitdem auch neue Kompositionen in unterschiedlichen Genres für das Instrument entstanden.

## Die Blockflötenfamilie

### Renaissance und Barock

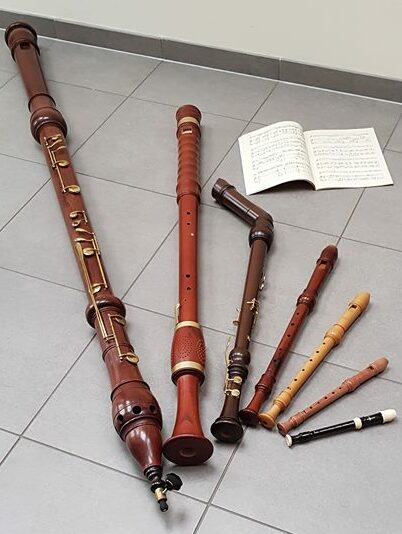
Moderne Nachbauten barocker Blockflöten (von links nach rechts: Kontrabass, Großbass, Bass, Tenor, Alt, Sopran, Sopranino)

In Europa etablierte sich die Blockflöte seit der Renaissance als ganze Instrumentenfamilie durch alle Tonlagen hindurch.
Die traditionellen Bezeichnungen der Blockflötengrößen entsprechen den jeweils eine Oktave tieferen vokalen Stimmregistern. Die Lage der Tenorblockflöte (Tonumfang c1 bis d3) entspricht also der Sopran-Singstimme; die Bassblockflöte (f bis g2) erklingt in der Altlage und entspricht der Alt-Singstimme. Eine mögliche Erklärung für diese „verschobenen“ Bezeichnungen der Blockflötentypen bringt schon Michael Praetorius. Er vermutet, dass durch die wenig ausgeprägten Obertöne der Klang des Instrumentes im Vergleich zu fast allen anderen Musikinstrumenten sehr grundtönig empfunden wird. Er wird als weniger hoch empfunden als etwa der von einer Violine gespielte gleich hohe Ton.
Folgende Instrumente wurden in der Renaissance und im Barock gebaut (angegeben ist jeweils der tiefste spielbare Ton). Der Tonumfang der einzelnen Blockflöten betrug jeweils etwa zwei Oktaven.
- Sopraninoblockflöte ab f2 und g2
- Sopranblockflöte ab c2 (Fifth-Flute), ab d2 (Sixth-Flute) und ab b1 (Fourth-Flute)
- Altblockflöte ab f1 (seltener auch in g1)
- Voice-Flute ab d1
- Tenorblockflöte ab c1
- Bassblockflöte ab f0 (auch Basset genannt)
- Großbassblockflöte ab B und c0 (auch Bass genannt)
- Kontrabassblockflöte ab F und Es

Wenn nichts anderes angegeben ist, wurde in der Regel von einer Altblockflöte ausgegangen. Sie war das übliche Soloinstrument.
Bisweilen findet sich der Ausdruck Chorflöte für die Sopranblockflöte.

### 20. Jahrhundert
Neben den Kopien nach historischen Vorbildern der oben genannten Größen wurde die Blockflötenfamilie sowohl nach oben als auch nach unten erweitert. Moderne, neu entwickelte Modelle, sogenannte harmonische Blockflöten, erreichen einen Tonumfang von etwas mehr als drei Oktaven. Heute gängig sind vor allem Sopranino- bis Bassblockflöte.
Die gängigen modernen Blockflötentypen haben meist folgende Tonumfänge und sind abwechselnd in C und F gestimmt:
- Garkleinblockflöte: c3–a4 (g5)
- Sopraninoblockflöte: f2–g4 (c5)
- Sopranblockflöte: c2–d4 (g4)
- Altblockflöte: f1–g3 (c4)
- Tenorblockflöte: c1–d3 (g3)
- Bassblockflöte: f0–g2 (c3)
- Großbassblockflöte: c0–d2 (g2)
- Kontrabassblockflöte: F–g1 (c2)
- Subgroßbassblockflöte: C–d1 (g1)
- Subkontrabassblockflöte: F1–g0 (c1)
- Sub-Subgroßbassblockflöte: C1–d0 (g0)

Die Bezeichnungen werden nicht ganz einheitlich verwendet. So wird manchmal die Bassflöte ab f0 als Basset und erst diejenige ab c0 als Bass bezeichnet. Vor allem im Bereich der Flöten unterhalb des Großbasses gibt es unterschiedliche Bezeichnungen; obige Namen orientieren sich an den Paetzold-Blockflöten der Firma Kunath. Die Kontrabassblockflöte wird auch als Subbassblockflöte bezeichnet, die beiden tiefsten Blockflöten auch als Subkontrabass und Subsubkontrabass. Zwischenzeitlich wurde die Modellreihe um einen SubSubgroßbass nach unten hin erweitert.
Es existieren sechs Exemplare der Subkontrabassblockflöte in B1 (auch „Big Babe“), die in den 1990er Jahren in historischer Bauweise von der niederländischen Flötenbauerin Adriana Breukink angefertigt wurden. Zwei der 3 m hohen Exemplare befinden sich in Amsterdam, eines in Karlsruhe, eines in Sao Paulo, eines in Hongkong und eines zusammen mit 13 weiteren Blockflötenmodellen Breukinks nach historischen Vorbildern an der Hochschule für Musik Freiburg.

## Notation
Die Blockflöte wird als nicht transponierendes Instrument, also immer wie klingend, notiert. Die allgemein übliche Notation erfolgt heute von der Garkleinblockflöte bis zur Tenorblockflöte im Violinschlüssel, so dass der tiefste Ton jeweils als c1 oder f1 notiert wird. Ab der Bassblockflöte wird im Bassschlüssel notiert, wobei der tiefste Ton als F oder C notiert wird. Selten werden Bass- und Großbassblockflöte auch im Violinschlüssel notiert, dann ab f0 oder c1, was hauptsächlich didaktische Gründe hat. Früher war es unüblich Oktavierungen mit dem Schlüssel anzugeben. In neueren Ausgaben wird darauf meist geachtet.
Die Notation um 1600 benutzte für das chorische Flötenspiel den Diskant-, Alt-, Tenor- und Bassschlüssel. In den barocken Handschriften wurde bei der Altflöte auch der Französische Violinschlüssel notiert.
Da im Barock die Sopranblockflöte relativ unüblich war, sind manche Stimmen transponiert notiert. So konnte ein Spieler, der mit der verbreiteten Altflöte vertraut war, diesen Part ohne das Umlernen von Griffen spielen.

## Aufbau und Funktionsweise

### Aufbau

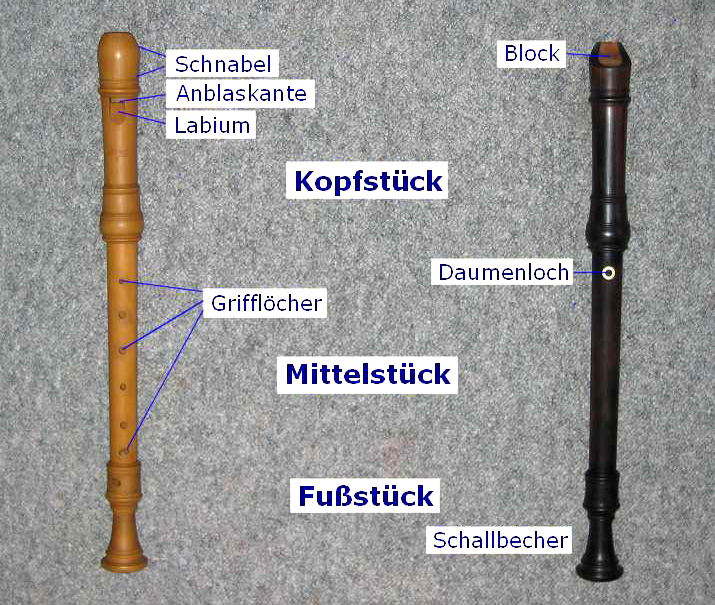
Aufbau einer Blockflöte, Front- und Rückansicht

Schematischer Längsschnitt eines Blockflötenkopfs mit Block (A), Windkanal (B) und Schneidekante (C).

Blockflöten sind in der Regel dreiteilig und bestehen aus Kopfstück, Mittelstück und Fußstück. Sopranino-, Sopran- und Altblockflöten werden auch zweiteilig gebaut, wobei das Mittel- und Fußstück in einem Stück gefertigt sind. Die Garkleinblockflöte wird meist einteilig gebaut. Die einzelnen Teile werden über Zapfen leicht drehend zusammengesteckt (im Bild nicht sichtbar). Die Zapfen sind als Dichtung mit einem gewachsten Faden umwickelt oder mit einem Korkring versehen. Die Bassblockflöte kann, wie alle noch größeren Blockflöten zwangsläufig, über eine spezielle Anblasvorrichtung, den S-Bogen, verfügen.
Alle drei Teile einer Blockflöte bilden zusammengesteckt eine Röhre, deren Bohrung vom Kopf- zum Fußstück je nach Instrumententypus zylindrisch oder umgekehrt konisch (also verjüngend) verläuft. Am unteren Ende (Fußstück) ist diese Röhre offen, am oberen Ende wird sie im Kopfstück durch einen Kern oder Block verschlossen, der einen Windkanal (Kernspalte) bildet. Der Windkanal wird bei einfachen Schulblockflöten weit und rechteckig gestaltet. Bei Solistenflöten ist er meist gebogen und enger gefertigt. Das Kopfstück ist bei den Größen bis etwa zur Tenorflöte zudem Träger des Mundstücks, auch als Schnabel bezeichnet, das an die Lippen gesetzt wird. Durch die Kernspalte über dem Block wird dem Instrument der Luftstrom zugeführt (siehe Schemazeichnung). Dieser stößt auf eine Schneidenkante (Anblaskante), die Teil des Labiums (genannt auch Aufschnitt) und wesentlich für die Tonerzeugung der Blockflöte ist. Mittelstück und Fußstück sind Träger von Tonlöchern.
Große Blockflöten wie Tenor-, Bass- und Großbassflöten werden auch mit abgewinkeltem Kopfstück gebaut. Durch den Knick „sitzen“ die Instrumente höher am Körper des Spielers und sind dadurch auch für Kinder oder Erwachsene mit kurzen Armen ohne Anstrengung spielbar.
Blockflöten verfügen in der Regel über sieben Grifflöcher auf der Vorderseite sowie eines auf der Rückseite, welches auch als Überblasloch fungiert. Die beiden untersten Grifflöcher können als Doppellöcher ausgeführt sein, was die betreffenden Halbtöne besser spielbar macht. Bei den größeren Blockflöten werden die meisten Tonlöcher wegen ihrer großen Abstände mit Klappen geschlossen. Bei einfachen Blockflöten werden die Tonlöcher meist zylindrisch gebohrt. Bei hochwertigeren Instrumenten werden die Tonlöcher teilweise unterschnitten. Beim Unterschneiden erweitert der Flötenbauer das Tonloch nach innen. Das kann gleichmäßig, aber auch nur zum Mundstück oder zum Fuß hin geschehen. Durch das Unterschneiden wird das Intonationsverhalten sowie die Ansprache der Flöten entscheidend verbessert.

### Klangentstehung
Der im Windkanal geformte Luftstrom (Luftblatt) gerät an der Anblaskante des Labiums in Schwingung, sodass die Luft abwechselnd ins Innere der Flöte und nach außen strömt. Die Frequenz der Schwingung und damit die Tonhöhe wird durch Resonanz mit der Luftsäule im Inneren des Instruments bestimmt. Die Klangerzeugung ist noch genauer unter Holzblasinstrumente beschrieben.
Zur Erzeugung von Tönen müssen anders als beispielsweise bei der Querflöte keine besonderen Techniken erlernt werden. Bereits durch einfaches Hineinblasen ist das Erzeugen eines Tones möglich. Allerdings ist der fortgeschrittene Blockflötist in der Lage, durch verschiedene Anblastechniken und vor allem durch Klanglaute und Zungentechniken (zum Beispiel „t“, „d“, „d-g“...) eine Vielzahl an Klangvariationen zu erreichen.
Kondenswasser im Windkanal kann die Tonerzeugung stören. Dies wird als Tröpfchenheiserkeit bezeichnet.

### Bohrung

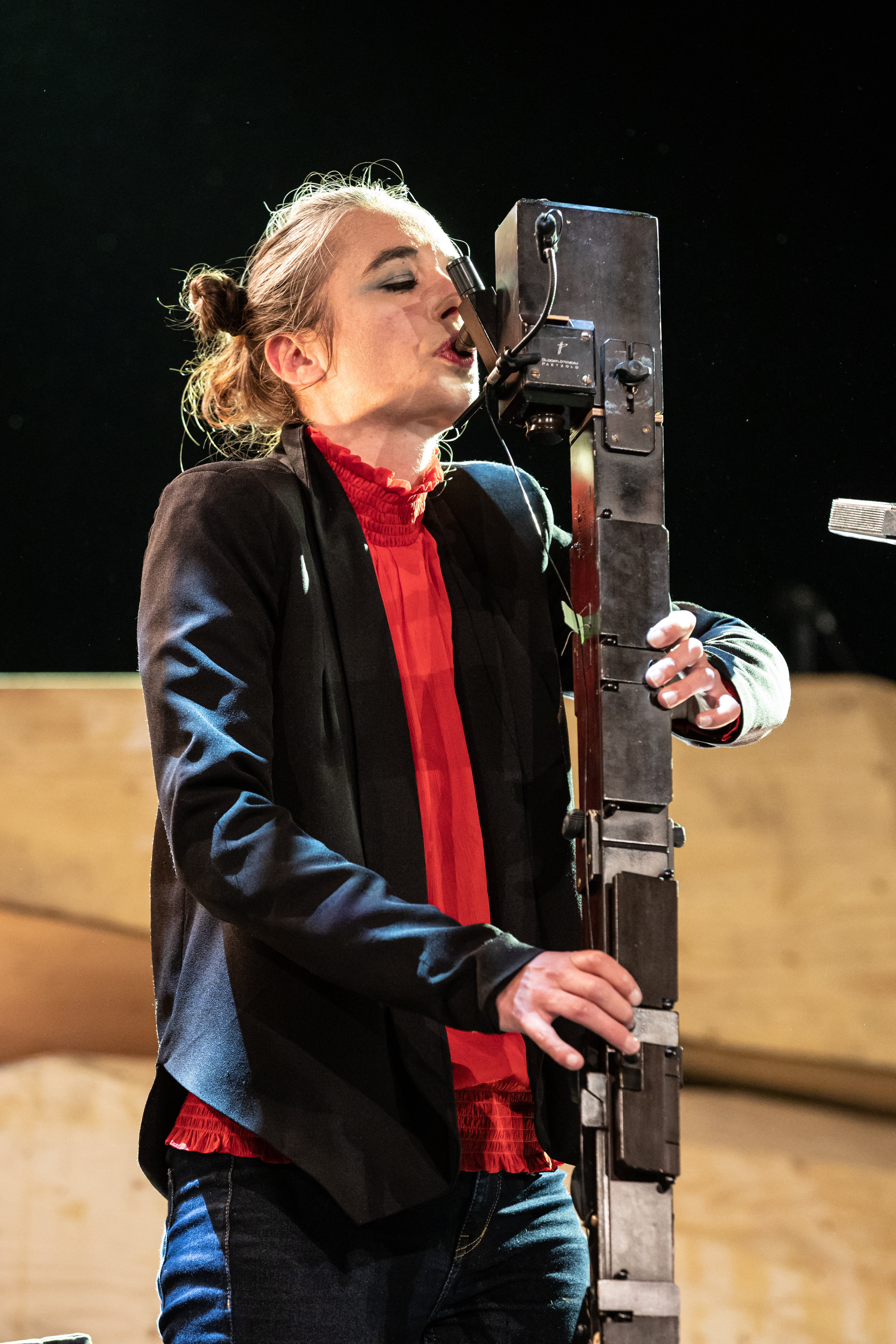
Eine Großbassblockflöte von „Paetzold by Kunath“ mit quadratischem Querschnitt, gespielt von Josephine Bode

Die Bohrung der Renaissance-Blockflöten ist relativ weit und geht konstruktiv auf die mittelalterlichen Blockflöten zurück. Die Bohrung ist oft näherungsweise zylindrisch. Eine solche Blockflöte hat einen grundtönigen Klang, der Tonumfang beträgt je nach Modell eine Tredezime bis zu weit über zwei Oktaven. Diese Instrumente sind vornehmlich für das Ensemblespiel konzipiert und verschmelzen klanglich gut miteinander, aber auch mit anderen Renaissanceinstrumenten ähnlicher Lautstärke. In der heutigen Zeit gibt es auch Blockflöten mit näherungsweise zylindrischer Bohrung, die einen kräftigen, grundtönigen Klang haben und über zwei Oktaven gut ansprechen. Der Klang dieser Instrumente ist sehr tragfähig und nimmt erst im überblasenden Bereich an Schärfe zu.
In der Barockzeit kam man darauf, die Bohrung zu verengen und sie umgekehrt konisch auszubilden. Das bedeutet: Die Bohrung verjüngt sich zum Fuß hin. Dadurch steigt die Durchströmgeschwindigkeit der Luft; außerdem erhöht sich der Luftdruck am Kopfende des Instruments, also dort, wo der Klang entsteht. Der Klang wird dadurch obertöniger und schärfer. Eine gute Barock-Blockflöte spricht über mehr als zwei Oktaven sehr gut an. Barocke Blockflötenstücke, etwa die Solopartien in den Brandenburgischen Konzerten 2 und 4 von Johann Sebastian Bach, die Solokonzerte von Antonio Vivaldi oder die Fitzwilliam-Sonatas von Georg Friedrich Händel, sind in ihrem Tonumfang entsprechend ausgelegt. Die Klangfärbung einer Blockflöte in barocker Bauweise ändert sich deutlich hörbar mit der Tonhöhe. Von den tiefen zu den hohen Tönen wird der Ton immer kräftiger und schärfer.
Besonders für die in historischer Zeit nicht belegten sehr tiefen Blockflöten (unter Großbass) werden heute auch quadratische Querschnitte verwendet, da sich die Flöten so kostengünstiger bzw. überhaupt erst herstellen lassen. Solche Flöten haben streng genommen gar keine Bohrung. Ihr Querschnitt verjüngt sich zum Fuß hin ähnlich wie bei barocken Instrumenten. Physikalisch verhält sich ein solcher quadratischer Querschnitt ähnlich wie eine entsprechende Bohrung.

### Material
| Übliche Hölzer zur Herstellung von Blockflöten |
| --- |
| - Berg-Ahorn (Acer pseudoplatanus, Dichte 0,63 g/cm3) - Birne (Pyrus communis, Dichte 0,65 g/cm3) - Pflaume (Prunus domestica, Dichte 0,79 g/cm3) - Buchsbaum (Buxus sempervirens, Dichte 0,9–1,03 g/cm3) - Olive (Olea europaea, Dichte 0,85 g/cm3) - Palisander (wie Bahia-Rosenholz (Dalbergia decipularis, Dichte 0,95 g/cm3) - Cocobolo (Dalbergia retusa, Dichte 1,05 g/cm3) - Königsholz (Dalbergia cearensis, Dichte 1,2 g/cm3) - Ebenholz (Diospyros perrieri, Dichte 1,1 g/cm3) - Grenadill (Dalbergia melanoxylon, Dichte 1,2 g/cm3) |

Der Block wird wegen dessen hervorragenden Eigenschaften gegenüber Feuchtigkeit fast immer aus Zedernholz hergestellt, genauer: aus dem Holz der Virginia-Zeder (Juniperus virginiana), die strenggenommen keine Zeder ist, sondern zu den Wacholdergewächsen zählt. Der Korpus wird überwiegend aus hartem Holz gefertigt, wobei die Härte des Holzes, anders als dessen Dichte und Oberflächenbeschaffenheit, weitgehend ohne Einfluss auf den Klang der Blockflöte sein soll. Die Herkunft der verwendeten Hölzer war meist die geografische Umgebung des Blockflötenbauers; der ursprüngliche Werkstoff für Blockflöten in Mitteleuropa sind härtere heimische Holzarten wie beispielsweise Obsthölzer (Birne, Pflaume) oder Ahorn. Mit den zunehmenden überregionalen, ja interkontinentalen Handelsaktivitäten gelangten nicht-heimische Holzarten in den europäischen Blasinstrumenten- und damit Blockflötenbau, darunter der eher in Südeuropa anzufindende Buchsbaum, oder tropische Hölzer (Edelhölzer) wie beispielsweise Grenadill, Ebenholz und Palisander. Mit der Rodung der tropischen Waldbestände sind diese tropischen Hölzer knapp geworden. Im 20. Jahrhundert fanden daher Holzarten wie Olive und Buche die Aufmerksamkeit der Instrumentenbauer – letztere vor allem im musikpädagogischen Bereich. Einen besonderen Fall stellt die Verwendung von Sperrholz dar, das wegen seiner Maßstabilität ein sinnvoller und qualitätsfördernder Werkstoff für größere Bassblockflöten ist.
Schon im 18. Jahrhundert sind Blockflöten aus alternativen Baustoffen wie dem Elfenbein bekannt, dessen große Dichte und relative Feuchtigkeitsunempfindlichkeit es für den Instrumentenbau interessant machten. Seit dem 20. Jahrhundert werden aus ebendiesen Gründen und auch Kostengründen Kunststoffe wie Bakelit, ABS oder Colo verwendet. Kunststoffblockflöten und Kombinationen aus Kunststoff und Holz sind in großem Umfang und in unterschiedlichen Qualitäten erhältlich. Sie sind preisgünstiger und zugleich pflegeleichter und finden daher zum Beispiel in der Blockflötenfrühpädagogik häufigen Einsatz.
Professionelle Blockflötisten verwenden aus Klanggründen meist in Handarbeit hergestellte Instrumente aus Holz.

### Intonationssysteme
Bei Schulblockflöten wird in der Regel ein gleichschwebendes Intonationssystem angestrebt. Historische Blockflöten, besonders Renaissance-Instrumente, werden auch in mitteltöniger Intonation angefertigt.

### Sonderform Echoflöte
Eine Sonderbauform der Barockzeit, die Echoflöte (fiauto d’echo), besteht aus zwei parallel angeordneten Flöten gleicher Tonlage, aber verschiedener Lautstärke. Sie konnte den geringen Dynamik-Umfang der Blockflöte umgehen und die in der Barockmusik übliche Terrassendynamik ausführen.
Zwei Bauweisen sind zu unterscheiden: Die beiden Flöten sind entweder in einem gemeinsamen Korpus gebohrt oder einzelne, nachträglich aneinander befestigte Instrumente. Für die erste Art führt Alpert mehrere Exemplare in Museen an; ein derartiges Instrument ist auf einem Stich im 1698 erschienenen „Ständebuch“ von Christoph Weigel zu sehen. Eine Sopran-Echoflöte der zweiten Art befindet sich im Musikinstrumentenmuseum Leipzig.
Das einzige überlieferte Werk, in dem Echoflöten (fiauti d’echo) – in f1-Altlage – ausdrücklich verlangt werden, ist das 4. Brandenburgische Konzert von Johann Sebastian Bach. Es gibt wohlbegründete Zweifel daran, dass Instrumente in der Bauart des Leipziger Exemplars für Aufführungen so anspruchsvoller Werke brauchbar wären. Hingegen sind zwei Echoflöten der erstgenannten Art in neuerer Zeit für das Ensemble Concerto Köln gebaut und in einer Aufnahme dieses Konzerts eingesetzt worden.

## Spielweise

### Haltung

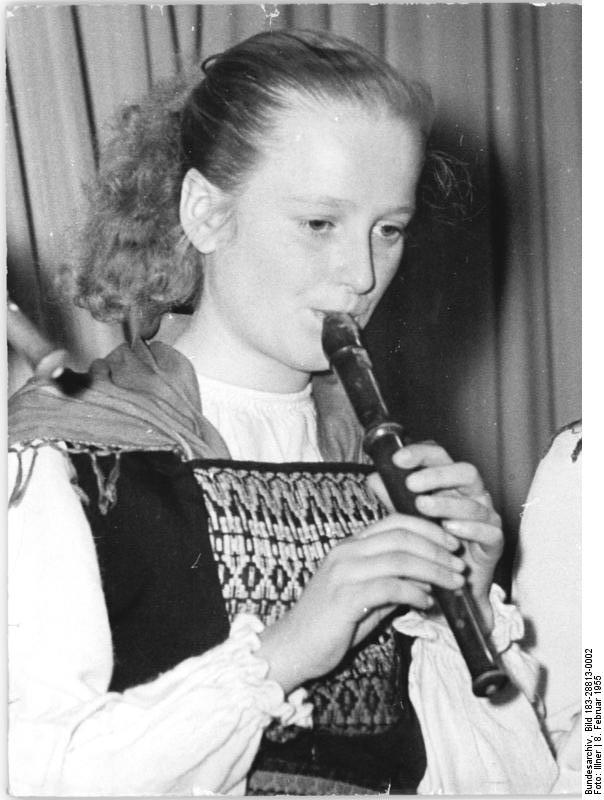
Haltung

Die Blockflöte, bis hin zur Tenorblockflöte, wird in einem Winkel von etwa 45° zum Körper geneigt gehalten. Sie wird mit dem Schnabel am Kopfstück leicht an die Lippen angesetzt, die diesen sanft umschließen. Die Unterlippe bildet somit einen der beiden Haltepunkte. Der andere Haltepunkt befindet sich beim hinterständig positionierten Daumen der rechten Hand. Zuweilen findet hierfür eine Daumenstütze Verwendung, die besonders größeren und damit schwergewichtigeren Instrumenten (Tenor- und Bassblockflöte) mehr Halt verleihen soll. Die großen Blockflöten, ab der Bassblockflöte, werden ähnlich dem Fagott gehalten und an einem Tragegurt befestigt oder gar direkt auf den Boden aufgestellt.

### Atmung
Schon 1529 sieht Martin Agricola im Vibrato ein grundlegendes Stilmittel im Flötenspiel: 

„Auch wiltu haben den grund und bodem So lerne pfeiffen mit zitterndem odem“

### Artikulation
Die Töne der Blockflöte werden in der Regel mit der Zunge artikuliert. In Anfängerschulen wird meist mit der Silbe dü begonnen. Silvestro Ganassi empfiehlt die Artikulationssilben le re, te re und te che (d. i. ke). Martin Agricola empfiehlt als Hauptartikulation die Silbe de und für schnellere Noten diri sowie die Flatterzunge. Ganassi kennt auch noch den Tonansatz ohne Silbe, die lingua di testa (Kopfansatz), bei dem der Atem durch die Lippen geformt wird. Johann Joachim Quantz beschreibt in seiner Querflötenschule ebenfalls diri und tiri. Für schnelle Passagen lehrt er die Artikulation mit did’ll.

### Griffweise
| Finger | Grifflöcher |
| ------ | ----------- |
|        |             |

Die Grifflöcher auf der Vorderseite werden – von oben nach unten – vom Zeige-, Mittel- und Ringfinger der linken Hand sowie vom Zeige-, Mittel-, Ring- und kleinen Finger der rechten Hand bedient. Das Überblasloch auf der Rückseite, am oberen Ende des Mittelstücks, wird vom linken Daumen bedient. Der tiefste Ton („Grundton“) einer Blockflöte wird durch Schließen aller Tonlöcher erzeugt, alle weiteren Töne durch Kombinationen aus geschlossenen und geöffneten Tonlöchern. Diese Griffe werden in Grifftabellen dargestellt. Für manche Töne sind so genannte Gabelgriffe nötig, bei denen unterhalb offener Tonlöcher wieder geschlossene folgen. Zur Erzeugung der tiefsten Halbtöne ist es nötig, das unterste oder zweitunterste Tonloch nur halb abzudecken. Viele Flöten besitzen an diesen Stellen Doppellöcher, um eine saubere halbe Abdeckung zu erleichtern. Große Blockflöten besitzen außerdem Klappen, um die weit auseinander liegenden Grifflöcher mit den Fingern erreichen zu können.
Für die höheren Töne ab dem dritten Ton der zweiten Oktave deckt der Daumen das Daumenloch nur teilweise ab. Dadurch wird erreicht, dass der Ton zum Doppelten (Oktave) oder Dreifachen (Duodezime) der Grundfrequenz kippt (siehe Überblasen).

#### „Barocke“ Griffweise

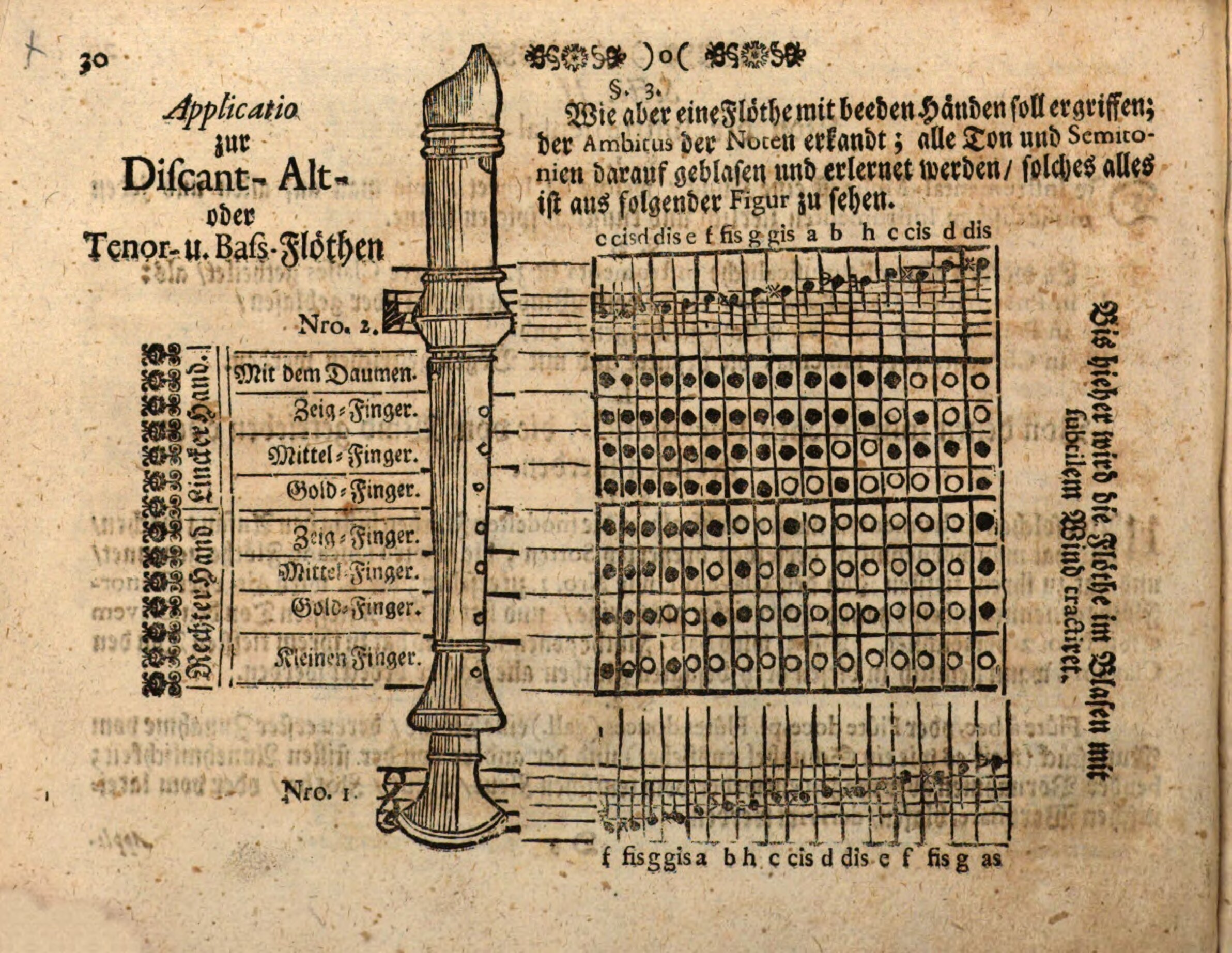
Historische Grifftabelle für barocke Blockflöten, publiziert 1732 von Joseph Friedrich Bernhard Caspar Majer

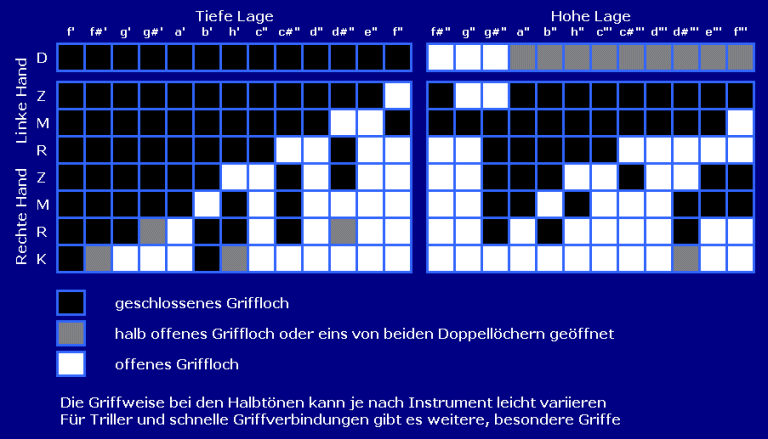
Grifftabelle für eine Altblockflöte, barocke Griffweise

Die gängigste Griffweise für Blockflöten unter fortgeschrittenen und professionellen Spielern ist die barocke Griffweise. Sie wird so bezeichnet, obwohl sie mit der Griffweise historischer Blockflöten aus der Barockzeit nicht übereinstimmt, sondern vom Wiederentdecker der Blockflöte, dem Franzosen Arnold Dolmetsch, eingeführt wurde.
Bei dieser Griffweise wird bereits für einen Ton der Grundskala, die vierte Tonstufe (also f2 und f3 auf einer c2-Sopranblockflöte), ein Gabelgriff nötig. Unter Blockflötenpädagogen ist strittig, ob dies das Erlernen des Instruments und das schnelle Spielen bestimmter Tonfolgen nachhaltig erschwert.

#### Deutsche Griffweise
Mit dem erneuten Aufkommen der Blockflöte im 20. Jahrhundert in Deutschland kam Peter Harlan auf die Idee, die Bohrung und die Lage der Grifflöcher zu modifizieren, insbesondere die Bohrung des drittuntersten Tonloches zu verengen. So kann die Grundtonleiter ohne Gabelgriffe gespielt werden. Bei bestimmten Tönen außerhalb der Grundtonleiter geht dies jedoch zu Lasten der sauberen Intonation, und Gabelgriffe bleiben für die meisten von der Grundtonleiter abweichenden Töne trotzdem notwendig.
Der Blockflöten-Virtuose und -Lehrer Hans-Martin Linde schreibt dazu: „Sie [die deutsche Griffweise] entstand in den zwanziger Jahren aufgrund eines Missverständnisses. Peter Harlan veränderte den vermeintlich unsauberen Griff für die 4. Stufe einer von ihm kopierten historischen Flöte. Nach seinem Griffsystem bildet statt eines Gabelgriffes lediglich der Zeigefinger der rechten Hand den Ton. Diese insgesamt gesehen unbedeutende Grifferleichterung der sogenannten deutschen Griffweise wird aber durch eine Qualitätsminderung erkauft: ihr Nachteil liegt im zu hohen Griff für die überblasene 4. Stufe sowie in weiteren Intonationstrübungen bei Halbtonschritten.“
Dennoch werden heute Blockflöten in deutscher Griffweise hergestellt, allerdings ausschließlich die Einsteiger-Instrumente: Anfänger spielen in der Regel ohnehin nur einfache Stücke in der Grundtonleiter, und in diesem Anwendungsgebiet ist die deutsche Griffweise in der Tat einfacher zu lernen und zu spielen; zudem treten hier die Intonationsprobleme nicht auf. Teurere Instrumente für fortgeschrittene und professionelle Spieler werden ausschließlich in barocker Griffweise gebaut.

### Modifikation der Tonhöhe
Durch Herausziehen des Mittelstücks aus dem Kopfstück, je nach Größe des Instruments um einen bis wenige Millimeter, lässt sich das Instrument tiefer stimmen. Durch Abdrehen des oberen Zapfens an der Drehbank kann ein Instrumentenbauer die Flöte um einige Cent höher stimmen. Beides ist nur in geringem Maße möglich, ohne dass es zu Unstimmigkeiten des Instruments in sich, also zu größeren Intonationsproblemen kommt.
Die Höhe des gespielten Tons kann auch durch den Blasdruck verändert werden: Kräftigeres Anblasen ergibt einen höheren Ton. Dies kann beim Zusammenspiel mehrerer Instrumente genutzt werden, um gut klingende Akkorde zu erreichen.

## Geschichte

### Ursprünge
Flöten werden seit prähistorischen Zeiten als Musikinstrumente verwendet. Erhaltene Flöten aus dieser Zeit bestehen aus hohlen Knochen und weisen bereits Tonlöcher auf. Solche Flöten, bei denen der Ton durch eine Kernspalte erzeugt wird, kamen und kommen in der ganzen Welt in unterschiedlichsten Formen vor.
Die vertikal gehaltene Blockflöte mit Grifflöchern wurde nach Europa gleichzeitig aus Afrika durch die Mauren und aus Asien durch Slawen eingeführt. Sie war in unterschiedlichen Formen weit verbreitet. Blockflöten, die mit beiden Händen zu spielen waren, sind in Europa seit dem 11. Jahrhundert belegt. Daneben existierten Einhandflöten, zu denen mit der anderen Hand eine Trommel geschlagen wurde, und Doppelflöten, bei denen jede Hand eine Flöte spielte. Wann sich aus dieser Vielzahl von Instrumenten die heutige Blockflöte entwickelte, ist nicht genau zu datieren, da auf mittelalterlichen Darstellung nicht zweifelsfrei zu unterscheiden ist, ob eine Blockflöte, ein anderer Spaltflötentyp oder eine Schalmei abgebildet ist.
Die englische Bezeichnung recorder ist erstmals für 1388 belegt. Sie leitet sich nach verbreiteter Ansicht vom Verb to record (von lateinisch recordari „ins Gedächtnis [cor „Herz“] rufen“ – verwandt mit „Akkord“ und französisch accorder „[Instrumente] stimmen“) in der heute nicht mehr gebräuchlichen Bedeutung „zwitschern“ ab. Demnach müssen die damaligen Flöten hoch gestimmt gewesen sein.

### Spätmittelalter
Aus dem Spätmittelalter stammen die ersten erhaltenen Instrumente, die der heutigen Blockflöte entsprechen. Die verwendeten Blockflötentypen waren noch zylindrisch gebohrt und bestanden nur aus einem Stück. Sie klangen mild, weich und obertonarm, worauf die Bezeichnungen Flûte douce bzw. Flauto dolce zurückzuführen sind. Dieser Klangcharakteristik entsprach ihr vornehmliches Einsatzgebiet, nicht als Soloinstrument, sondern in der Begleitung von Gesang. Dazu wurden auch die oben angegebenen unterschiedlichen Stimmlagen von Blockflöten entwickelt.
Die Blockflöten waren alle mit sieben vorderen Grifflöchern ausgestattet; dabei war das unterste Griffloch, das sogenannte Kleinfingerloch, doppelt vorhanden, um der uneinheitlichen Spielpraxis Rechnung zu tragen, bei der, neben der heute üblichen Haltung – linke Hand über der rechten Hand, viele Musiker auch die umgekehrte Handhaltung verwendeten. Das vom Spieler nicht benötigte Kleinfingerloch wurde mit Wachs verstopft.
Eine wichtige Quelle für spätmittelalterliche Blockflöten sind Abbildungen in verschiedensten künstlerischen Darstellungen, von denen die ältesten in das frühe 14. Jahrhundert datieren. Originale Fundstücke von Blockflöten aus dem Mittelalter sind selten. So wurde 1940 bei einer Ausgrabung einer Burganlage nahe der niederländischen Stadt Dordrecht die sogenannte Dordrecht-Flöte gefunden. Sie ist im aktuellen Zustand unspielbar und vermutlich unvollständig, lässt aber interessante Rückschlüsse auf die Instrumente der damaligen Zeit zu. Im August 2005 wurde in Tartu (Estland) eine weitere Flöte gefunden, deren Entstehung sich auf die zweite Hälfte des 14. Jahrhunderts datieren lässt. Die wohl älteste erhaltene Blockflöte Europas wurde 1987 von Archäologen in Göttingen ausgegraben und befindet sich in der Musikinstrumentensammlung der dortigen Universität. In der heutigen Zeit gibt es Werkstätten, die sich mit der Rekonstruktion und dem Nachbau dieser Instrumente beschäftigen.

### Renaissance
In der Franko-flämischen Epoche (Renaissance) wurde die Instrumentation von den Komponisten in der Regel nicht festgelegt. Die Instrumentalensembles spielten zum einen Tanzmusik, wie sie in den Drucken von Pierre Attaingnant, Pierre Phalèse und Tielman Susato überliefert sind, zum anderen Vokalmusik: Messen, Motetten oder Canzonen. Die Instrumente konnten Singstimmen ersetzen oder auch Singstimmen verdoppeln. Vokalmusik konnte von Consorts auch rein instrumental aufgeführt werden. Je nach Fähigkeit der Spieler wurden die Werke improvisatorisch ausgeziert. Über den hohen Stand des Flötenspiels der Zeit geben die Lehrwerke La Fontegara la quale insegno di suonare il flauto (1535) von Silvestro Ganassi sowie die Musica instrumentalis deudsch (1529) von Martin Agricola Zeugnis. Michael Praetorius empfiehlt 1618, die Bassblockflöte durch die Instrumente Dulzian oder Posaune zu ersetzen. Die Blockflöte war in diesem Zeitalter nicht selten. Im Nachlass des Grafen Fugger (1529 bis 1569) sind von 507 Blasinstrumenten 111 Flöten dokumentiert.

### Barock

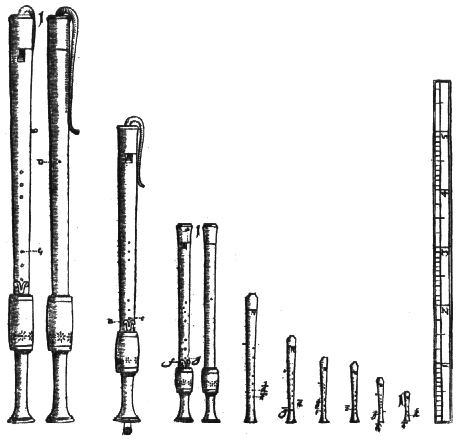
Frühbarocke Blockflöten (um 1620) (Syntagma musicum)

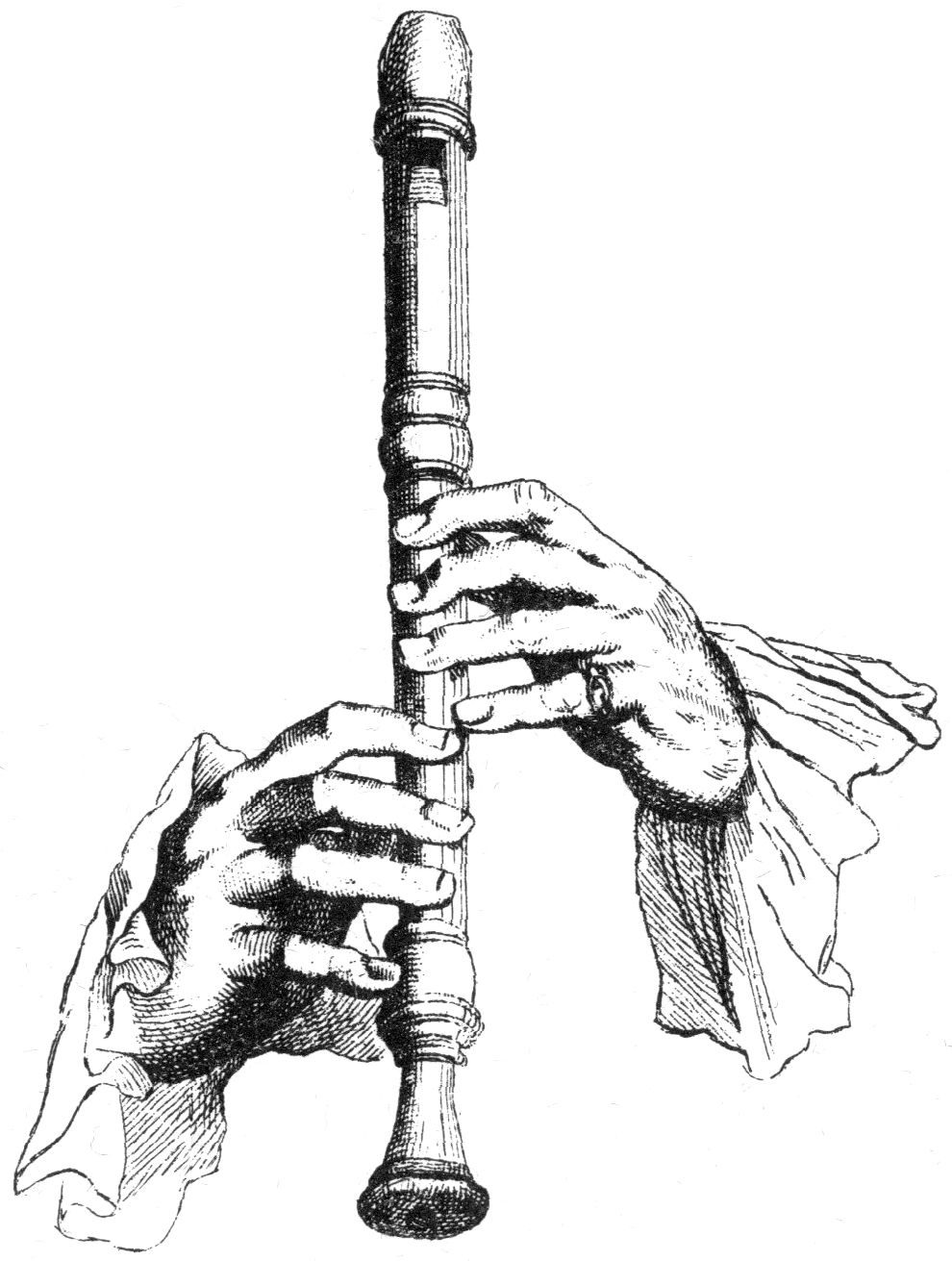
Fingerhaltung in Jacques-Martin Hotteterres Flötenschule von 1707

In der Musik des Barocks löste sich die Instrumental- von der Vokalmusik. Neben einer höheren Anforderung an die Virtuosität eines Instruments machte dies auch ein anderes Klangspektrum erforderlich. Der Klang eines Instruments hatte sich deutlicher von dem Klang des menschlichen Gesangs zu unterscheiden. Bei der Blockflöte wurde dies durch eine andere Bauweise erzielt. Der Körper der Blockflöte wurde aus drei Teilen zusammengesetzt; das Rohr wurde umgekehrt konisch gebohrt (unten enger als oben) und die Grifflöcher enger aneinandergesetzt. Seit dem 16. Jahrhundert war bei den Instrumenten darüber hinaus das Daumenloch auf der Rückseite üblich. Der Ton der Blockflöte wurde damit klarer, heller und obertonreicher.
Unüblich wurde es dagegen, das unterste der Grifflöcher, das Kleinfingerloch, doppelt anzulegen. Stattdessen war der unterste Teil der Flöte nun beweglich, so dass der Musiker diesen in eine für ihn bequeme Stellung drehen konnte. Die Komponisten des Barocks schrieben Musik für Blockflöten in unterschiedlichen Besetzungen. Dabei tritt vor allem die Altblockflöte, in geringerem Maße auch die Sopran- und die Sopraninoblockflöte, auch als Soloinstrument in Sonaten und Konzerten hervor. An der Schwelle von der Renaissance zum Barock verwendete Claudio Monteverdi in der Orchestrierung seiner Oper L’Orfeo neben Trompeten, Posaunen, Streich- und Saiteninstrumenten auch Blockflöten.
Ebenso im Frühbarock entstand das erste und bis heute umfangreichste Solo-Werk für Blockflöte, Der Fluyten Lust-hof (Druckausgabe in drei Bänden ab 1648 bis 1654) des blinden Flötisten Jacob van Eyck aus Utrecht, eine sehr umfangreiche Sammlung damals beliebter Tänze, Lieder und Choräle mit jeweils einigen Variationen, so genannten „Modi“, die in aufsteigender Reihenfolge immer virtuoser und verspielter werden. Jacob van Eyck verwendete vermutlich eine fast zylindrisch gebohrte, einteilige Blockflöte in c2, die also noch dem Typus der Blockflöte in der Renaissance entsprach.
Antonio Vivaldi schrieb unter anderem mindestens drei Konzerte für den „flautino“, die Sopraninoblockflöte. Umstritten ist, welchen Grundton (f2 oder d2) das zu verwendende Instrument hatte. Er komponierte darüber hinaus mehrere hochvirtuose Konzerte für Altblockflöte in f1 oder g1 und Streicher. Bei Johann Sebastian Bach kommen Altblockflöten in den Brandenburgischen Konzerten Nr. 2 und Nr. 4 als Soloinstrumente vor, außerdem in Kantaten und Passionsmusiken. Die Flötensonaten Bachs sind jedoch für die Traversflöte bestimmt.
In England war es unter anderem Henry Purcell, der in seiner Musik Blockflöten verwendete. Später schrieb auch Georg Friedrich Händel in seiner langen Schaffensperiode in London eine Vielzahl von Sonaten für Blockflöte und Generalbass wie The Fitzwilliam Sonatas. Dabei handelte es sich gleichsam um ein Nebenprodukt seines Wirkens als Komponist großer Suiten, Opern und Oratorien, denn viele der darin verwendeten Themen und Motive tauchen in dieser Kammermusik für Flöte wieder auf. In England war im Barock die Blockflöte das gebräuchlichste Melodieinstrument für den Amateurmusiker. So entstanden auch viele Transkriptionen berühmter Kompositionen für Blockflöte wie zum Beispiel der Folia-Variationen von Arcangelo Corelli.
Weitere Komponisten der Barockzeit, von denen Musik für Blockflöte überliefert ist, sind unter anderem Jacques-Martin Hotteterre, Jacques-Christophe Naudot, die beiden Vettern Jean-Baptiste Loeillet de Gant und John Loeillet und unter den italienischen Zeitgenossen Vivaldis beispielsweise Benedetto Marcello, Francesco Barsanti, Giuseppe Sammartini und Francesco Mancini. Unter den deutschen Komponisten haben neben Johann Sebastian Bach zum Beispiel Johann Mattheson und Georg Philipp Telemann herausragende Werke für Blockflöte hinterlassen.
Im Spätbarock koexistierte die Blockflöte lange mit der aufkommenden Traversflöte. Besonders eindrucksvolle Beispiele sind das Konzert in e-Moll für Blockflöte, Querflöte und Streichorchester von Telemann und die Triosonate C-Dur für Blockflöte, Querflöte und Generalbass von Johann Joachim Quantz.

### Verdrängung der Blockflöte im 18. Jahrhundert
Im weiteren Verlauf des 18. Jahrhunderts wurde sie von der klanglich stärkeren und im Zusammenspiel mit den erweiterten Orchestern durchsetzungsfähigeren Querflöte verdrängt: In der Musik der Klassik und Romantik war die Blockflöte kein übliches Instrument mehr. Die schwindende Bedeutung der Blockflöte ist auch daran zu erkennen, dass die Bezeichnung Flauto (Flöte) in einer Besetzungsangabe bis etwa 1750 eindeutig eine Blockflöte bezeichnete; eine Querflöte wurde dagegen etwa durch die Bezeichnung Flauto traverso oder einfach Traversa ausdrücklich verlangt. Nach etwa 1750 kehrte sich dies um. Bis heute gilt, dass in der Orchestrierung mit der Bezeichnung Flöte eine Querflöte gemeint ist. Soll eine Blockflöte verwendet werden, wird dies explizit angegeben.
Der Stockflöte (Csakan) war in Österreich-Ungarn ein Blockflöteninstrument des 19. Jahrhunderts. Die Virtuosen Anton Heberle und Ernest Krähmer haben zahlreiche Kompositionen für diesen Blockflötentyp hinterlassen.
Zu Beginn des 20. Jahrhunderts war die Blockflöte als Instrument so unüblich, dass Igor Strawinsky sie für eine Art Klarinette hielt, als er das erste Mal eine Blockflöte sah. Erst im 20. Jahrhundert wurde sie vor allem als Instrument der Haus- und Schulmusik wiederentdeckt.

### Verwendung in der Musik des 20. und 21. Jahrhunderts
Die Blockflöte wurde in den 1920er Jahren wiederentdeckt, als man sich um ein möglichst originalgetreues Klangbild der Renaissance- und Barockmusik bemühte. Insbesondere Arnold Dolmetsch und der Instrumentenbauer Peter Harlan trugen wesentlich dazu bei, dass man sich wieder mit diesem Instrument auseinandersetzte. In der Jugendbewegung wurde die leicht zu transportierende und relativ preiswert herzustellende Blockflöte neben der Gitarre zum beliebtesten Instrument. Neben den heute gebräuchlichen Instrumenten wurden auch Flöten in anderen Stimmungen (beispielsweise in g1 oder as1) gebaut, um sie leichter für andere Tonarten einsetzen zu können.
Komponisten wie Luciano Berio, Jürg Baur, Hans-Martin Linde, John Tavener, Paul Hindemith, Felicitas Kukuck, Malcolm Arnold, Michael Tippett, Benjamin Britten, Leonard Bernstein, Erhard Karkoschka, Mauricio Kagel, Matthias Kaul, Günter Kochan, Kazimierz Serocki, Gordon Jacob, Bertold Hummel und Edmund Rubbra haben Musik für Blockflöten geschrieben. Die Literatur für die Blockflöte ist im 20. Jahrhundert stark angewachsen und wächst, auch dank Auftragskompositionen, ständig weiter.
Gelegentlich wird die Blockflöte auch in der Pop- und Rock-Musik verwendet; so taucht sie etwa in Stücken von den Beatles (zum Beispiel The Fool on the Hill), den Rolling Stones, Jimi Hendrix, Yes, Led Zeppelin (zum Beispiel Stairway to Heaven) und besonders von Gentle Giant auf. Durch Kompositionen zum Beispiel von Pete Rose oder Paul Leenhouts hat sie Einzug in den Jazz gehalten. Blockflöten spielen auch in der Folkmusik eine Rolle.
Selten findet die Blockflöte auch in Filmmusiken Verwendung, meist in jener mit einem mittelalterlichen Setting. Hier zu nennen sind unter anderem Disney’s Der Glöckner von Notre Dame von Alan Menken und Der Polarexpress von Alan Silvestri.
Das Kopfstück lässt sich auch als Rhythmus- und Effektinstrument verwenden. Hierbei wird während des Blasens die untere Öffnung des Flötenkopfes mit der Handfläche wechselweise abgedeckt und geöffnet. Mit einem Blockflötenkopf lässt sich ein lauterer und schrillerer Ton hervorbringen und auch Vogelgesang imitieren.
Seit 2007 wird am 10. Januar der Tag der Blockflöte begangen.

## Soziologie der Blockflöte
Flöten wurden in alter Zeit vorwiegend von Männern gespielt.
Die ikonographischen Quellen dokumentieren bis 1800 viele männliche Blockflötenspieler sowie Bilder mit erotischer Symbolik. Das Instrument wurde von adeligen Herren, Bürgern sowie von Berufsmusikern (Stadtpfeifer) gespielt. Im 20. Jahrhundert wurde das Instrument in weiten Bevölkerungskreisen zur ersten Musikausbildung für Kinder populär. In den Blockflötenensembles für Erwachsene überwiegen heute deutlich die Spielerinnen.

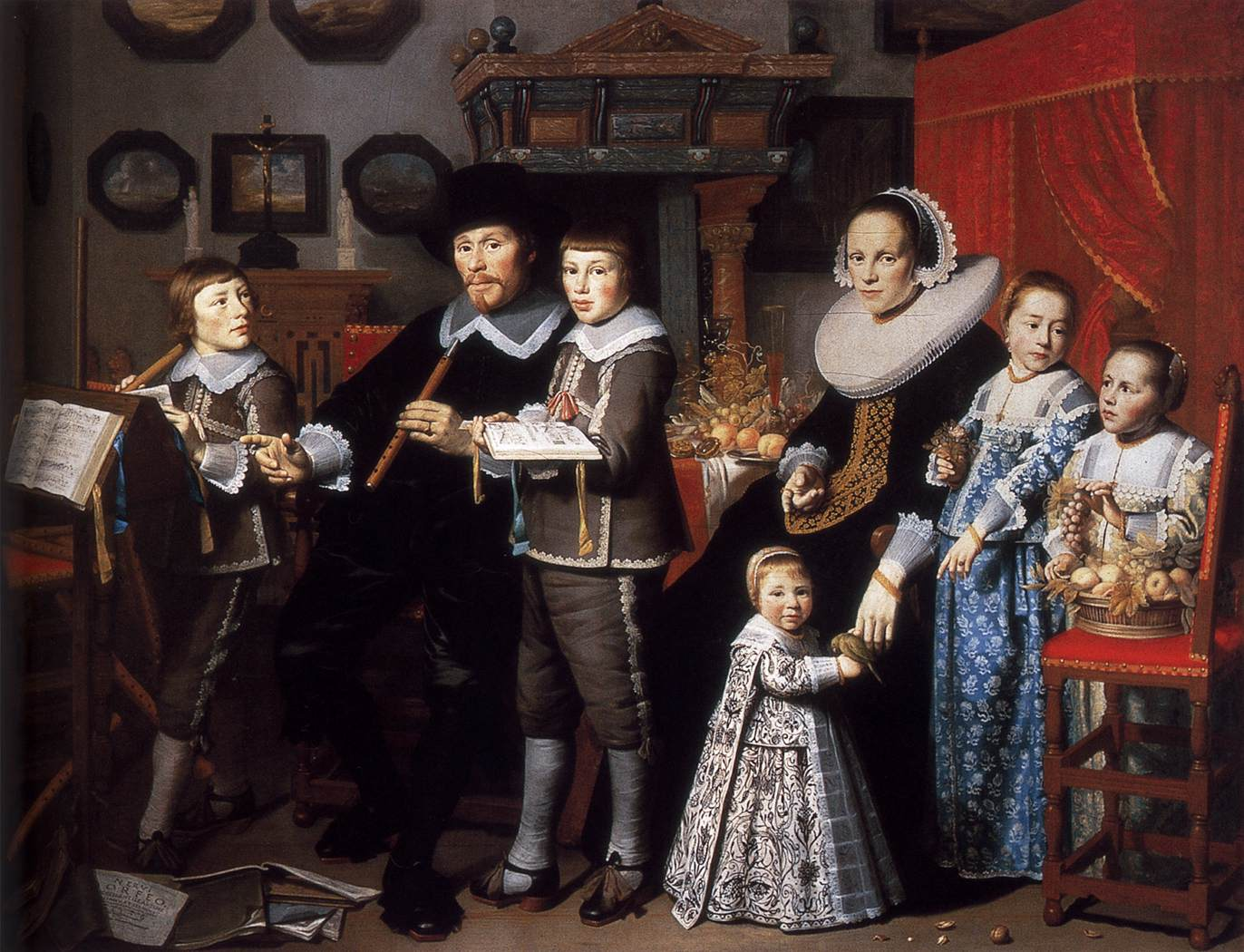
Michiel van der Dussen und seine Familie (Hendrick Cornelisz. van Vliet, 1640)
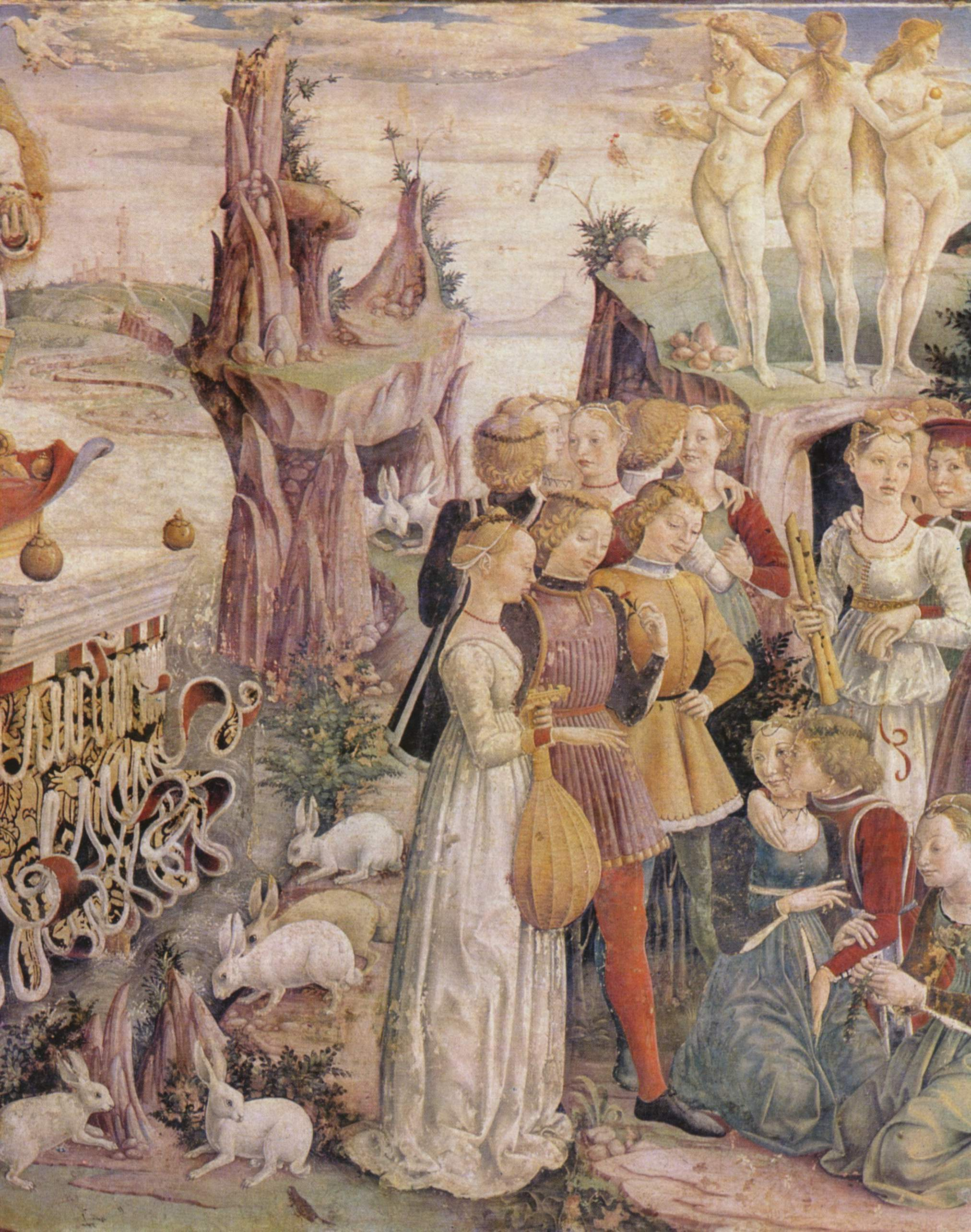
Triumphzug der Venus (Francesco del Cossa, 1469–1470)
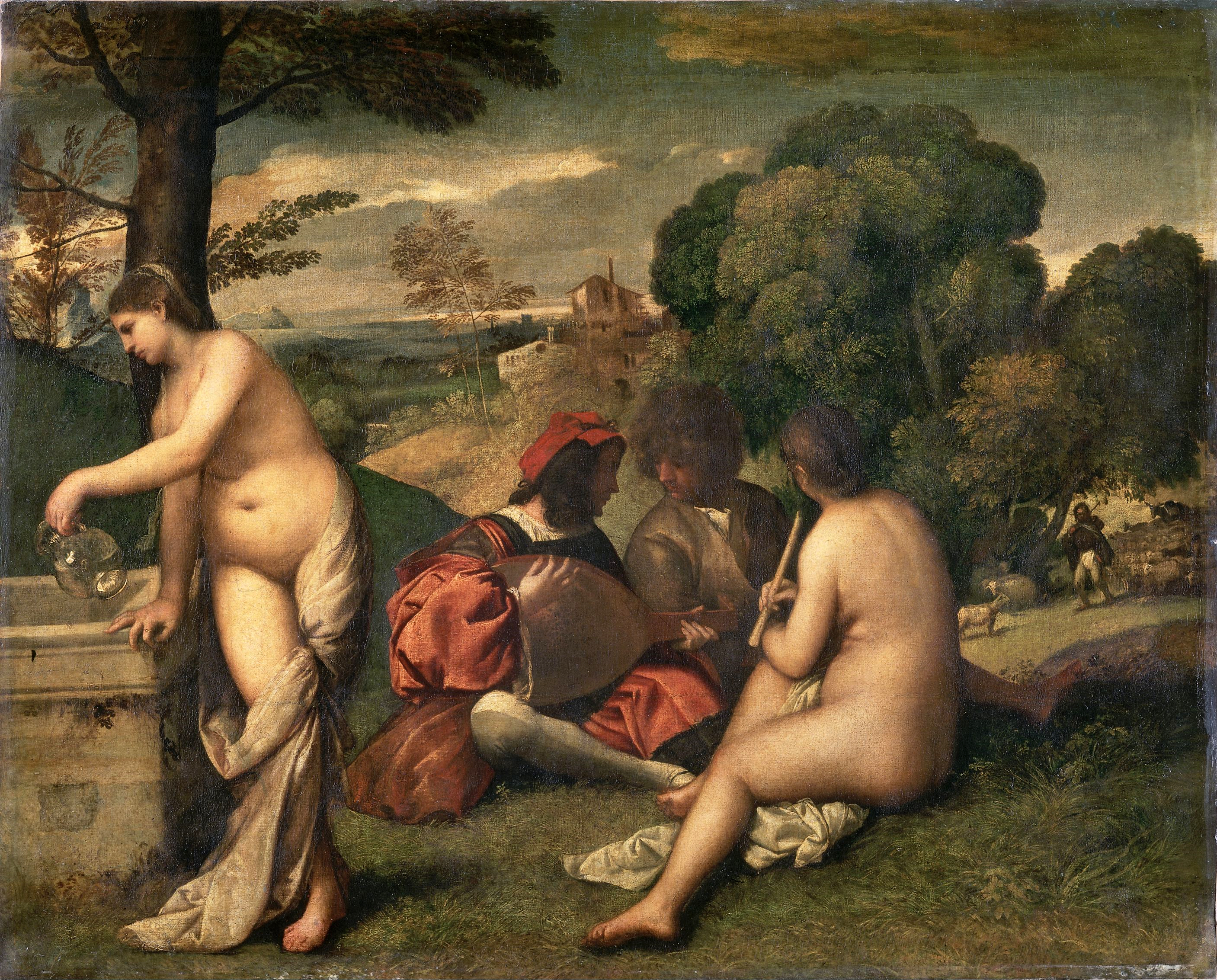
Ländliches Fest (Giorgione und/oder Tizian, um 1500/1510)
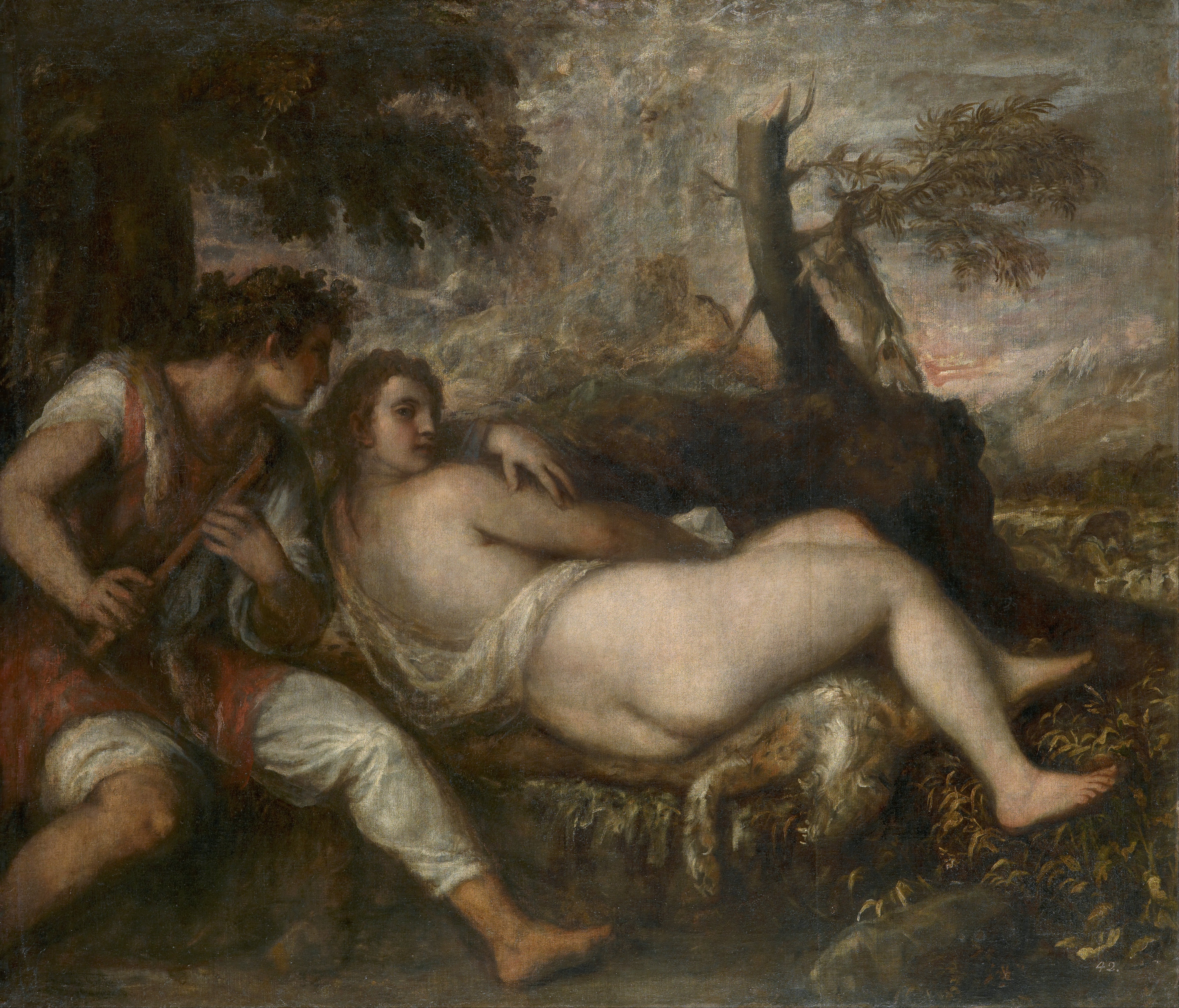
Schäfer und Nymphe (Tizian, um 1570)
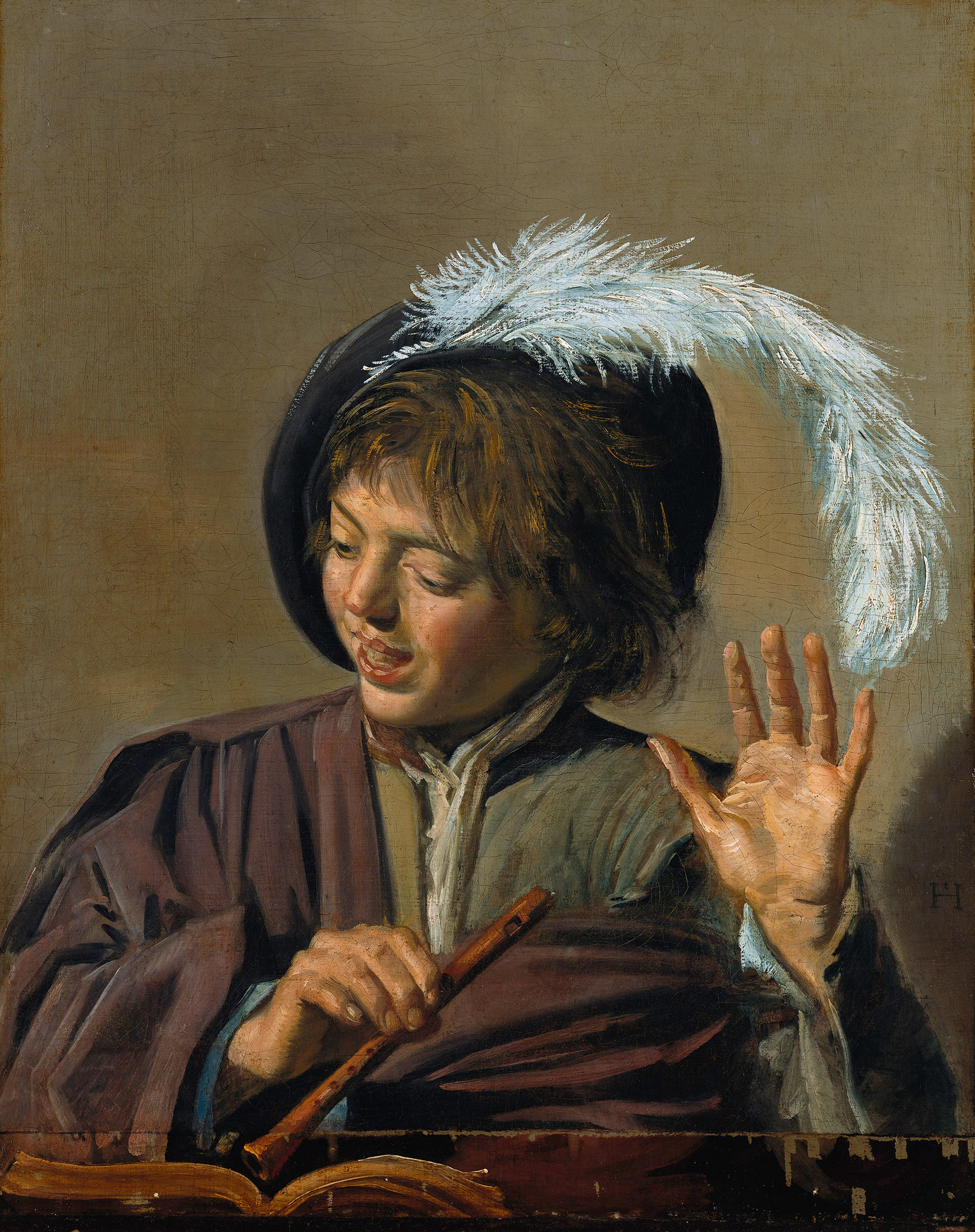
Knabe mit Flöte (Frans Hals, um 1627)

## Verwendung in der Musikpädagogik
Die Blockflöte wurde nach ihrer Wiederbelebung Anfang des 20. Jahrhunderts als Instrument für pädagogische Zwecke entdeckt. In der Jugendbewegung wurde sie als leicht transportabel geschätzt. Gleichzeitig begann die industrielle Massenproduktion, beispielsweise durch die Firmen Moeck in Celle und Adler-Heinrich in Markneukirchen, die Blockflöten billig und allseits verfügbar machte. Nach dem Zweiten Weltkrieg setzte vollends der Massengebrauch der Blockflöte als Einstiegsinstrument für Unterrichtszwecke ein, in der allgemeinen Schule wie in den mehr werdenden (kommunalen) Musikschulen.

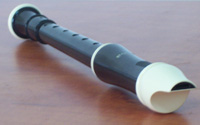
Blockflöte aus Kunststoff

Die Grundbegriffe des Spiels auf der Blockflöte – insbesondere der Sopranblockflöte – können von Kindern bereits im Vorschulalter leicht erlernt werden. Erste Spielerfolge lassen sich sehr rasch erzielen, da weder ein komplizierter Ansatz noch eine allzu virtuose Grifftechnik erforderlich ist. Andererseits ist es gerade für sehr junge Anfänger schwierig, Finger, Zunge und Atem zu koordinieren und einen schönen und gleich bleibenden Klang zu entwickeln. Schon auf der Stufe der nur leicht Fortgeschrittenen wird die Griff- und Blastechnik recht komplex. Für kleine Kinder kann daher das Spiel nur auf dem Flötenkopf eine Alternative sein, da keine Grifftechnik erlernt werden muss.

### Lernflöten zur musikalischen Früherziehung
Blockflöten in deutscher Griffweise lassen sich durch den Verschluss von Grifflöchern einfach in pentatonische Flöten umbauen. Durch geringfügige Änderungen in der Bauweise sind auch andere Tonkombinationen mit möglichst wenig Grifflöchern möglich.
Die einfachste Variante besteht darin, das zweite und sechste Loch einer siebenlöchrigen Sopranblockflöte zu verschließen. Es sind Flöten erhältlich, bei denen diese Löcher durch Griffmulden ersetzt sind. So sind die 3. und 7. Stufe nicht mehr spielbar. Es ergibt sich eine pentatonische Blockflöte, die sich für spielerische Improvisation mit Kindern eignet. Im Handel sind von verschiedenen Firmen Sopranflöten in D erhältlich, auf denen dann die sieben Töne d2, e2, g2, a2, h2, d3 und e3 eine pentatonische Tonleiter bilden. Die höhere Stimmung in d2 führt weiterhin zu geringeren Abständen der vorhandenen Grifflöcher. Durch weiteren Verschluss des ersten Loches von oben und des Daumenloches lässt sich der Tonumfang um weitere zwei Töne reduzieren. Es bleiben dann fünf nutzbare Töne (d2, e2, g2, a2, h2), wobei nur vier Finger zum Einsatz kommen. Es sind der Ringfinger der linken Hand sowie Zeige-, Mittel- und kleiner Finger der rechten Hand.
Auch gibt es Bauarten, bei denen das Griffloch des Mittel- und des kleinen Fingers der rechten Hand durch Griffmulden ersetzt worden ist (Kunath Sonnenflöte) oder bei denen das Griffloch des Zeige-, Ring- und kleinen Fingers der rechten Hand durch Griffmulden ersetzt worden ist (Kunath Engelberger Fünftonflöte). Die linke Hand verwendet dann alle Finger. Auch bei diesen Bauformen umfasst der Tonumfang die gleichen Töne von d2 bis e3. Durch das Verrücken der Finger und der Stimmung in D entsprechen die Griffe dann aber nicht mehr denen einer normalen Sopranflöte in C. Das g2 wird mit lediglich zwei Fingern gegriffen.
Einen anderen Weg gehen die Flöten von Hopf (Hopf Kindergartenflöte). Hier beträgt der Tonraum g2, a2, b2, h2, c2, d2 und e2. Auch hier sind lediglich fünf Grifflöcher nötig. Weiterhin sind Intervallflöten erhältlich, die lediglich ein Griffloch haben und zwei Töne spielen können. Übliche Intervalle sind d2–a2, d2–g2 und e2–h2 (Choroi).

### Fachzeitschriften
- TIBIA – Magazin für Holzbläser
- Windkanal – das Forum für die Blockflöte

### Historische Lehrwerke
- Martin Agricola: Musica instrumentalis deudsch. 1529
- Silvestro Ganassi: La Fontegara la quale insegno di suonare il flauto. 1535
- Jacques-Martin Hotteterre: Principes de la flûte. 1707; Reprint (Documenta Musicologica) Bärenreiter 1982, ISBN 3-7618-0074-6.
- Michael Praetorius: Syntagma musicum. Band 2, 1619

### Fachbücher
- Karl Geiringer: Instrumente in der Musik des Abendlandes. C. H. Beck, München 1982, ISBN 3-406-09095-8.
- Manfred H. Harras: Blockflöte. In: Musik in Geschichte und Gegenwart. Sachteil, B 1: 1576–1600. Bärenreiter, Kassel 1994, ISBN 3-7618-1100-4 und Metzler, Stuttgart 1994, ISBN 3-476-41022-6.
- Herbert Heyde: Flöten. Katalog des Musikinstrumenten-Museums Leipzig Band 1, ISBN 3-370-00084-9.
- Hermann Alexander Moeck: Ursprung und Tradition der Kernspaltflöten der europäischen Folklore und die Herkunft der musikgeschichtlichen Kernspaltflötentypen (= Edition Moeck. Nummer 4063). Moeck, Celle 1996, ISBN 3-87549-062-2 (Nachdruck der maschinenschriftlichen Dissertation von 1951).
- Hermann Alexander Moeck: Zur „Nachgeschichte“ und Renaissance der Blockflöte. In: Tibia. Magazin für Holzbläser. Band 3 (1978), S. 13–20 (online; PDF; 12 MB) und S. 79–88 (online; PDF; 13 MB). Auch Sonderdruck: Edition Moeck Nr. 4021, Celle 1980.
- Hans-Martin Linde: Handbuch des Blockflötenspiels. 8. Auflage der 2. erweiterten Ausgabe, Schott, Mainz 1997, ISBN 3-7957-2531-3.
- Christoph Mühle: Untersuchungen über die Resonanzeigenschaften der Blockflöte (= Das Musikinstrument. Band 16). Das Musikinstrument, Frankfurt am Main 1979, ISBN 3-920112-73-3.
- Eve O’Kelly: The Recorder Today. Cambridge University Press, Cambridge u. a. 1990, ISBN 0-521-36660-7.
- Reclams Musikinstrumentenführer. Reclam, Stuttgart 1988, ISBN 3-15-010349-5.
- Ursula Schmidt: Notation der neuen Blockflötenmusik. Moeck, Celle 1981, ISBN 3-87549-013-4.
- Erich Valentin: Handbuch der Musikinstrumentenkunde. Gustav Bosse, Regensburg 1980, ISBN 3-7649-2003-3.
- Peter Thalheimer: Die Blockflöte in Deutschland 1920–1945. Tutzing 2010, ISBN 978-3-86296-002-6.
- Cornelia Stelzer: Die Bedeutung der Blockflöte zur Zeit des Nationalsozialismus (= Wiener Veröffentlichungen zur Musikwissenschaft. Band 52). Hollitzer, Wien 2021, ISBN 978-3-99012-792-6.